# Ruta del Vino del Valle del Aconcagua

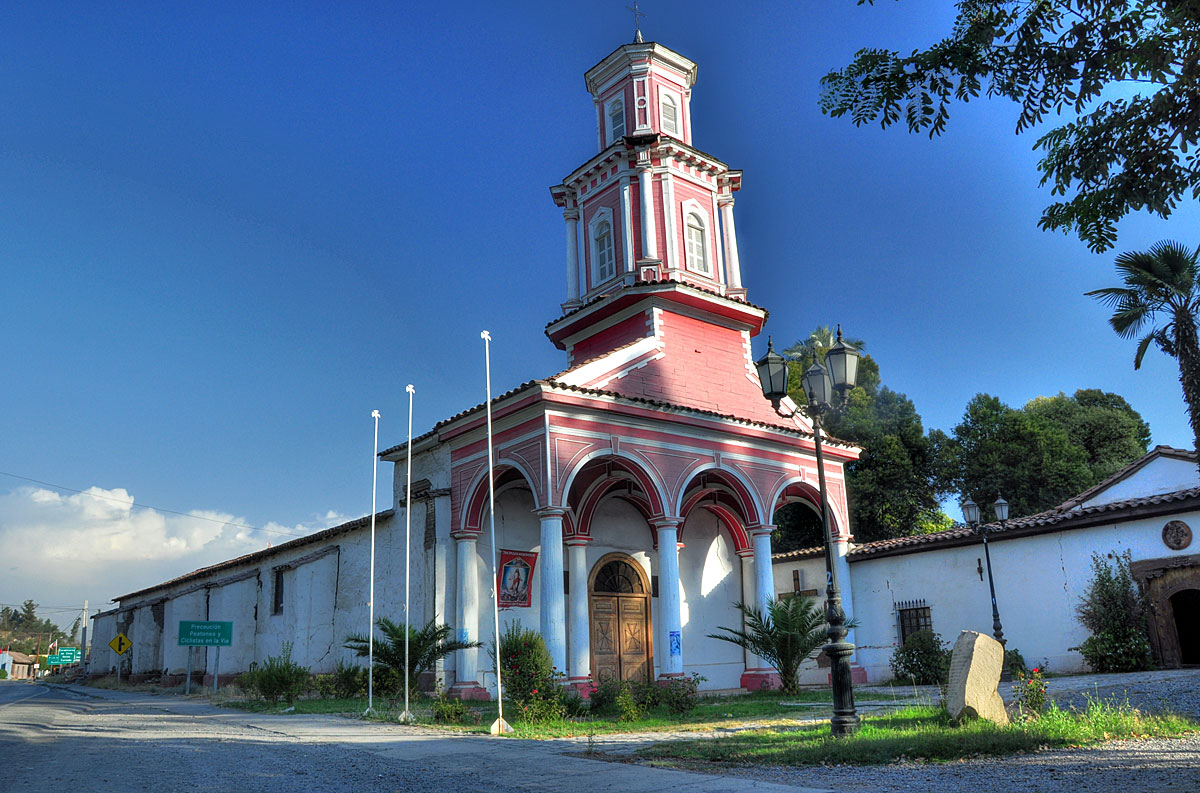
Iglesia de Curimón cerca de San Felipe en el Valle de Aconcagua.

La ruta del vino del Valle de Aconcagua es una de las rutas del vino chileno ubicada en la región vitícola de Aconcagua, subregión Valle de Aconcagua, Región de Valparaíso, Chile. En este valle existen cinco viñas abiertas permanentemente a la actividad turística de acuerdo al diagnóstico de 2013.

## Principales viñas
Las principales viñas productoras de vino abiertas al turismo en el Valle Aconcagua son:
- Viña Sanchez de Loria, ubicada en la comuna de Panquehue. Esta viña fue fundada en 1890 y se mantiene produciendo vinos en un verdadero Museo Viviente.
- Viña San Esteban, ubicada en la comuna de San Esteban, en Avenida La Florida 2220, San Esteban. Esta viña se destaca por su parque arqueológico en el cerro Paidahuén o también llamado Tapihue y sus viñedos orgánicos.
- Viña Errázuriz, desde el año 1870 posee interesantes bodegas históricas.
- Viña Mendoza, ubicada en la comuna de San Felipe, en el sector de la Viña El Almendral en calle el Almendral 613, San Felipe.

## Fiestas de la Vendimia
Fiesta de la Vendimia de San Felipe, esta actividad se realiza en El Almendral en la comuna de San Felipe. Esta fiesta que se inició en 1944 y se hacía en el palacio Quilpué de San Felipe pero fue por largos años descontinuada siendo recuperada a partir del año 2015 por el Municipio. En el marco de estas actividades se realiza el Campeonato Provincial de Cueca, participan expositores de todo el Valle del Aconcagua, el principal objetivo ha sido fortalecer la identidad local de la comuna y sus tradiciones. Esta fiesta contempla el desarrollo de una gran feria de artesanía y productos locales con más de 100 stand en calle Belisario Montenegro y muestras de vinos del Valle de Aconcagua con la participación de varias viñas. La actividad es amenizada con presentaciones musicales de artistas y agrupaciones locales e invitados nacionales. Algunas actividades como el pisoteo de la uva, juegos criollos finalizan con la ceremonia religiosa de una Misa a la Chilena en el templo parroquial San Antonio de Padua. Este evento reunió en su última versión a más de veinte mil personas.
La Fiesta de la Vendimia de Quilpué, esta actividad fue restablecida recientemente por el Municipio de Quilpué el año 2015, después de 20 años sin realizarse. La actividad se realiza en el Sector El Belloto, un área tradicional de cultivos de la vid en el Valle de Marga-Marga cuyas primeras cepas fueron traídas por la orden de los Sagrados Corazones en el siglo XIX, generando viñedos tradicionales como Los Perales y El Belloto. La actividad incluye música folclórica, pisada de uva, elección de Reina de la Vendimia, entre otras. Esta actividad se ha transformado en un punto de encuentro y vitrina para los productores de la Provincia de Marga Marga.